# Святий Мало
Маклов, Маклу, Мало (валл. Mach Lou, брет. Maloù, лат. Maclovius, Machutus, фр. Malo, Maclou, 520–621) — кельтський єпископ, один з семи святих засновників Бретані. Його ім'ям названо місто Сен-Мало.
Народився в уельській (валлійській, бриттській, кімрській) сім'ї в районі Каубриджа на території сучасного графства Гламорган (Гвент) у південному Уельсі. На момент народження його матері, за переказами, було 67 років. Він був учнем св. Брендана, з яким разом здійснював паломництва. Перетнув Ла-Манш і оселився на острові навпроти того місця, де нині знаходиться місто Сен-Мало. Засновник єпархії Алет та монастиря, в якому займався вирощуванням винограду. Вимушений був залишити монастир через переслідування і разом зі своїми прихильниками влаштувався в Аршинжі (Сентонж), нині департамент Приморська Шаранта, де й закінчив свої дні.
У X столітті його мощі за згодою Гуго Великого було перенесено до Парижа. Вважається одним із семи легендарних засновників Бретані.
День пам'яті 15 листопада.